# Сесоај ан Монтоа
Сесоај ан Монтоа (фр. Cessoy-en-Montois) је насељено место у Француској у региону Париски регион, у департману Сена и Марна.
По подацима из 2011. године у општини је живело 214 становника, а густина насељености је износила 40,68 становника/km².

## Демографија
| 1962. | 1968. | 1975. | 1982. | 1990. | 2011. |
| ----- | ----- | ----- | ----- | ----- | ----- |
| 176   | 173   | 151   | 137   | 171   | 214   |